# Cicéronianisme
Le cicéronianisme est un mouvement de retour à la pureté de la langue latine dont Cicéron est le modèle. Il donne lieu à un débat très important au sein de l'humanisme qualifiée de « querelle du cicéronianisme » qui oppose tout d'abord Paolo Cortesi à Ange Politien puis s'étendit jusqu'au Ciceronianus d'Érasme en 1528,.
Ce débat interroge la légitimité de l'expression de la culture chrétienne dans les formes de la rhétorique païenne ainsi que la place que l'imitation d'un seul auteur latin laisse à l'expression personnelle.